# رگ اندرسون (بازیکن فوتبال)
رگ اندرسون (انگلیسی: Reg Anderson; ۱۳ سپتامبر ۱۹۱۶ – ۲۴ فوریهٔ ۱۹۴۲) بازیکن فوتبال بود.
از باشگاه‌هایی که در آن بازی کرده‌است می‌توان به باشگاه فوتبال کاردیف سیتی اشاره کرد.
وی همچنین در تیم ملی فوتبال آماتور انگلیس بازی کرده‌است.